# Mmankgodi
Mmankgodi est une ville du Botswana.